# Adrian Mathews
Pour les articles homonymes, voir Mathews.
Adrian Mathews, né en 1957 à Londres, en Angleterre, est un écrivain et un agent littéraire britannique, auteur de roman policier.

## Biographie
Aîné d'une famille de quatre enfants dont le père est britannique et la mère tchèque, il fait des études à l'université de Cambridge. Il est professeur à l'university of London Institute in Paris avant de se consacrer à l'écriture.
En 1992, Il est l'auteur d'une étude critique sur la littérature anglaise du XIXe siècle, Romantics and Victorians.
En 1996, il publie son premier roman, Le Chapeau de Victor Noir (The Hat of Victor Noir). Avec Vienna Blood, paru en 1998, il est lauréat du Silver Dagger Award 1999. En 2005, avec son troisième roman, intitulé Le Tableau de l'apothicaire (The Apothecary's House), il est finaliste du Steel Dagger Award 2005.
Il est également agent littéraire pour plusieurs écrivains britanniques.

## Œuvre

### Romans
- The Hat of Victor Noir (1996) Publié en français sous le titre Le Chapeau de Victor Noir, Paris, Éditions Denoël, 2009  (ISBN 978-2-207-26123-1)
- Vienna Blood (1998)
- The Apothecary's House (2005) Publié en français sous le titre Le Tableau de l'apothicaire, Paris, Éditions Denoël, 2006  (ISBN 2-207-25713-4) ; réédition, Paris, Éditions Points, coll. « Points thriller » no P1725, 2007  (ISBN 978-2-7578-0139-0)

### Autre ouvrage
- Romantics and Victorians (1992)

## Prix et distinctions

### Prix
- Silver Dagger Award 1999 pour Vienna Blood[1]

### Nomination
- Steel Dagger Award 2005 pour The Apothecary's House[1]